# 網 (數學)
在拓撲學和數學的相關領域裡，網（英語：Net）是序列的廣義化，用來統一極限不同的概念和將其廣義至任意的拓撲空間。網的極限對一般拓撲空間扮演的角色，就好比序列的極限之於第一可數空間（例如度量空間）。
一個序列通常以為全序集合的自然數做為索引。網廣義化了此一概念，以把索引集合上的次序关系削弱成有向集合。
網於西元1922年首次由E. H.摩爾與赫曼·莱尔·史密斯提出。另一相關的概念－濾子則於西元1937年由昂利·嘉當所發展。

## 定義
設X是一拓撲空間，X中的網是指一由某一有向集合A到X的函數。
設A是一有向集合，通常會把由A到X的網寫成(xα)，以用來表示A的元素α映射到X的元素xα上。通常用≥來標記由A所給定的二元關係。

## 例子
當自然數是一有向集合且序列是定義域為自然數的函數時，每一序列都會是一個網。
另一重要例子如下。給定拓撲空間上的一點x，讓Nx標記為所有包含x的鄰域的集合。然後，Nx會是個有向集合，其方向由內含的顛倒給定，即S ≥ T當S包含在T裡時。對在Nx內的S，讓xS標記為S內的一點。然後，xS便會是一個網。當S對≥而言為增加時，網內的點sS會被限制在x的遞減鄰域內，直觀地說，這使得xS在某些意義上時必須趨向x。下面將把這一極限的概念講述的更清楚。

## 網的極限
若(xα)是一由有向集合A到X的網，且若Y是X的子集，則我們說(xα)是最終於Y，若存在一在A內的α能使得任一在A內會有β ≥ α的β，其點xβ會在Y內。
若(xα)是拓撲空間X內的一網，且x是X的一元素，我們說這一個網收斂至x或稱有極限x，並寫做
lim xα = x
若且唯若
對任一x的鄰域U，(xα)會最終於U。
直觀地說，這表示xα會很靠近x，若α取得夠大。
注意，上述所舉的在一點x的邻域系统上的網根據定義是會確實地收斂至x了。

## 網的極限的例子
- 收斂數列
- 實變數的函數極限：limx → c f(x)。這裡，我們根據距c的距離在集合R\{c}內取向。
- 黎曼和的網的極限，用來黎曼積分的定義上。在此例子中，其有向集合為積分區間分割的集合，以內含以其偏序。相似的事情也被用來黎曼-斯蒂爾吉斯積分的定義上。

## 追加定義
若D和E為有向集合，且h為一由D到E的函數，則h被稱為共尾，若對任一在E內的e，總存在一在D內的d會使得當q為D的元素且q ≥ d時，h(q) ≥ e。換句話，其值域h(D)會共尾於E。
若D和E為有向集合，h為由E到E的共尾函數，且φ是以E為基的集合X的網，則φoh稱做φ的子網。所有的子網都是這種類型，依其定義。
若φ是一以有向集合D為底的集合X的網，且A為X的子集，則φ頻繁地在A，當對於任一在D內的α，存在一在D的β且β ≥ α以使φ(β)在A內。
集合X的網φ稱做普遍的（或超網），若對於任一X的子集A，φ會最終於A或會最終於X-A。

## 性質
幾乎所有拓撲概念都能以網與極限的語言表述。這可以作為直覺的南鍼，因為網的極限在概念上近於序列的極限，後者在度量空間理論中被廣泛地運用。
- 拓撲空間之間的函數{\displaystyle f:X\to Y}在一點{\displaystyle x\in X}連續若且唯若對於每個網{\displaystyle (x_{\alpha })}，若

{\displaystyle \lim x_{\alpha }=x}
則有
{\displaystyle \lim f(x_{\alpha })=f(x)}
若將「網」換為「序列」，則此定理一般非真。當空間{\displaystyle X}非第一可數時，必須考慮比自然數集更廣的有向集。
- 一般而言，空間{\displaystyle X}的網可以有多個極限。當{\displaystyle X}為豪斯多夫空間時，極限是唯一的；反之，若{\displaystyle X}非豪斯多夫空間，則存在{\displaystyle X}中的一個網，使得它有兩個不同極限，因此豪斯多夫性質可以用網的極限刻劃。注意到此結果有賴於有向條件，以一般的預序或偏序為指標的集合仍可能有多個極限。
- 給定子集合{\displaystyle U\subset X}，則{\displaystyle x}屬於{\displaystyle U}的閉包若且為若存在網{\displaystyle (x_{\alpha })}，使得{\displaystyle x_{\alpha }\in U}而且{\displaystyle x}為其極限。因此可以用網與極限刻劃閉包運算，從而刻劃開集與閉集。
- 空間{\displaystyle X}是緊緻的，若且唯若每個網{\displaystyle x_{\alpha }}都有個有極限的子網。這是Bolzano-Weierstrass定理與海涅-博雷尔定理的推廣。
- 乘積空間中的網的極限由其投影決定：若{\displaystyle X=\prod X_{i}}，則{\displaystyle \lim(x_{\alpha })=x}若且唯若{\displaystyle \forall i,\;\lim \pi _{i}(x_{\alpha })=\pi _{i}(x)}
- 若{\displaystyle f:X\to Y}是連續函數，{\displaystyle (x_{\alpha })}是超網，則{\displaystyle (f(x_{\alpha }))}亦然。

## 另見
濾子的理論也提供了在一般拓撲空間內有關收斂的定義。
在一致空間（例如度量空間）中，可以將柯西序列的定義推廣為柯西網，由此導出柯西空間的定義。网 (xα)是柯西网，如果对于所有周围V存在γ使得对于所有α, β ≥ γ，(xα, xβ)是V的成员。